# Czarnucha (sielsowiet Porzecze)
Czarnucha (biał. Чарнуха; ros. Чернуха) – wieś na Białorusi, w obwodzie grodzieńskim, w rejonie grodzieńskim, w sielsowiecie Porzecze, przy granicy z Litwą.
Znajdują się tu przystanki kolejowe Czarnucha i Nastaunik na linii Porzecze – Druskieniki. Od upadku Związku Sowieckiego linia ta kończy się w Czarnusze, gdyż odcinek po stronie litewskiej został zlikwidowany.

## Historia
Dawniej w województwie trockim Rzeczypospolitej Obojga Narodów. W czasach zaborów w granicach Imperium Rosyjskiego, w guberni grodzieńskiej. W latach 1921–1939 dwa folwarki – leżały w Polsce, w województwie białostockim, w powiecie grodzieńskim, w gminie Porzecze.
Według Powszechnego Spisu Ludności z 1921 roku w folwarku: 
- Czarnucha I – zamieszkiwało 27 osób, wszystkie były wyznania rzymskokatolickiego i zadeklarowały polską przynależność narodową. Były tu 4 budynki mieszkalne[3].
- Czarnucha II  – zamieszkiwało 58 osób, 33 były wyznania rzymskokatolickiego a 25 prawosławnego. Jednocześnie 41 mieszkańców zadeklarowało polską przynależność narodową a 17. Było tu 12 budynków mieszkalnych[4].

Na południe od folwarków znajdował się zaścianek Podczarnucha, zamieszkiwało tu 30 osób, 29 były wyznania rzymskokatolickiego a 1 prawosławnego. Było tu 5 budynków mieszkalnych.
Miejscowości należały do parafii rzymskokatolickiej w Porzeczu. Podlegały pod Sąd Grodzki w Druskiennikach i Okręgowy w Grodnie; właściwy urząd pocztowy mieścił się w Porzeczu.
W wyniku napaści ZSRR na Polskę we wrześniu 1939 miejscowość znalazła się pod okupacją sowiecką. 2 listopada została włączona do Białoruskiej SRR. 4 grudnia 1939 włączona do nowo utworzonego obwodu białostockiego. Od czerwca 1941 roku pod okupacją niemiecką. 22 lipca 1941 r. włączona w skład okręgu białostockiego III Rzeszy. W 1944 miejscowość została ponownie zajęta przez wojska sowieckie i włączona do obwodu grodzieńskiego Białoruskiej SRR.